# Jan van Hardeveld
Johannes Martinus (Jan) van Hardeveld (Amsterdam, 2 februari 1891 – aldaar, 11 maart 1953) was een Nederlands architect.

## Leven en werk
Hij was zoon van Johannes Martinus van Hardeveld en Jannetje Hossevoort. Hij ging achtereenvolgens naar de ambachtsschool, de avondtekenschool en de industrieschool, en werkte daarna enige jaren in het timmerbedrijf. Daarna was hij afwisselend opzichter en tekenaar bij verschillende architectenbureaus. 
Hij werkte ook in België en Frankrijk en volgde een opleiding aan de Academie voor Beeldende Kunsten in Brussel. Hij keerde na het uitbreken van de Eerste Wereldoorlog terug naar Nederland, en vervolgde zijn opleiding aan het Hooger Bouwkunst Onderricht in Amsterdam. Daarna was hij weer werkzaam bij verschillende architectenbureaus, als laatste als chef bij P.J.M. Huurman in Groningen. 
In 1917 vestigde hij zich als architect in Amsterdam. Op 26 december 1923 trouwde hij met Germaine Emilie Marie Bertin. Uit dat huwelijk zijn twee kinderen geboren: Annick en Yann Emile.

## Ontwerpen (selectie)
Van Hardeveld ontwierp onder andere:
- villa's in Aerdenhout, Bentveld, Bussum, Groningen en Barneveld;
- de stadsschouwburg en het Grand Hotel in Heerlen;
- wooncomplexen in Laren, Heerlen, Amsterdam, Den Bosch, Brussel en Rotterdam;
- het Aartsbisschoppelijk Kleinseminarie in Apeldoorn (1935) is het grootste van zijn werken (thans een rijksmonument);
- rooms-katholieke kerken: Sint-Augustinuskerk (Amsterdam-Buitenveldert) aan de Kalfjeslaan, H.H. Engelbewaarderskerk (Badhoevedorp) en Sint-Antonius van Paduakerk (Ede);
- het rooms-katholieke zusterklooster in Groesbeek;
- woningen, waarin bij wijze van experiment gebouwd werd met beton, het zogenaamde Isola-systeem -holle betonblokken- van de firma Stulemeijer, in Rotterdam, 's-Hertogenbosch, Breda en Brussel. Het Stuhlemeijercomplex te Rotterdam (1921, met architect J.Pauw) is erkend als gemeentelijk monument.

Verder was hij hoofdredacteur van het tijdschrift Bouwen en Sieren en redacteur van het Bouwkundig Weekblad. Vanaf juni 1937 was hij gemeenteraadslid van Amsterdam.

## Galerij

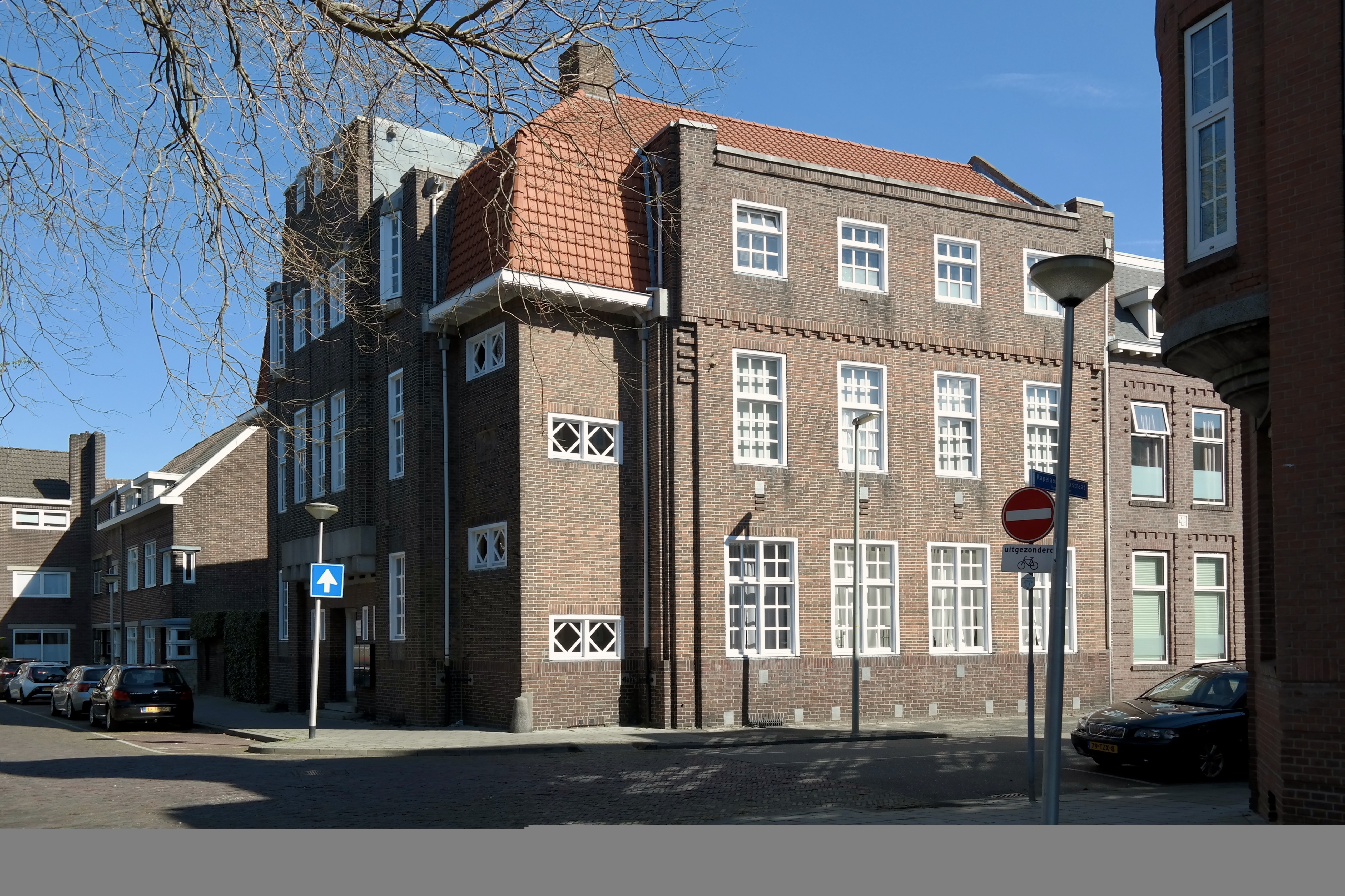
J.M. van Hardeveld en J. Pauw. Openbare Bibliotheek, Heerlen 1917.
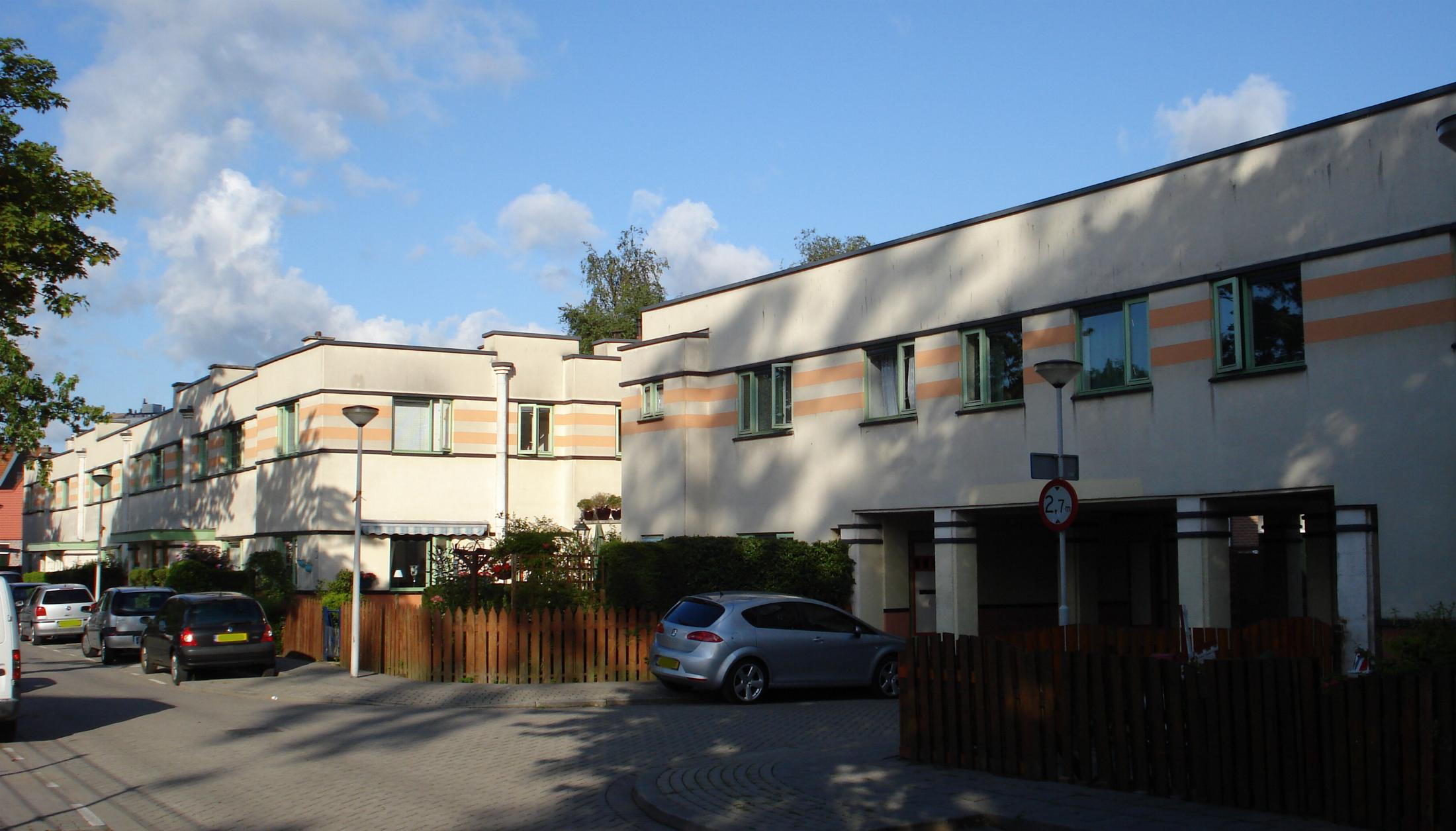
J.M. van Hardeveld en J. Pauw. Betonwoningen, Dubbelstraat, Rotterdam. 1921.
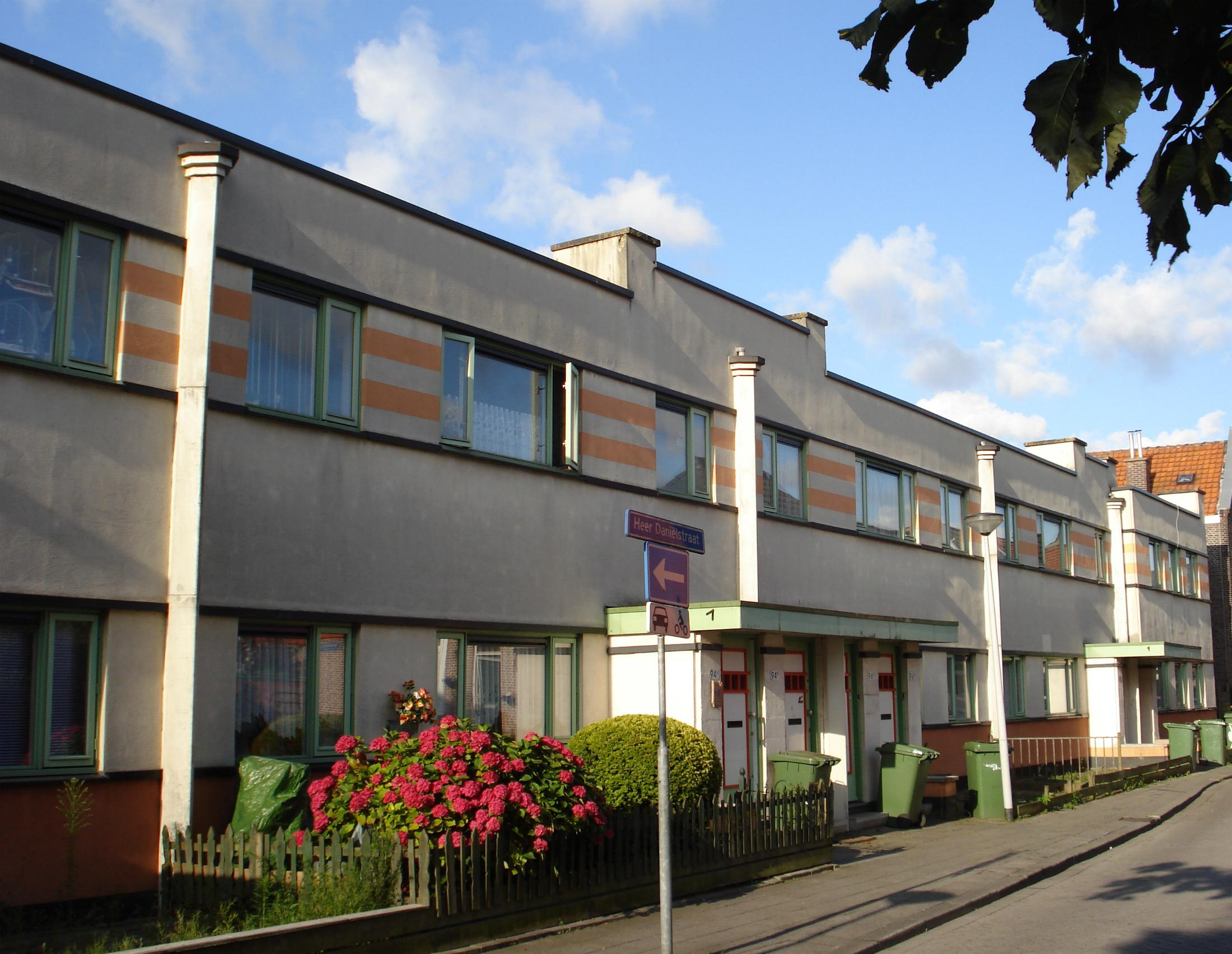
J.M. van Hardeveld en J. Pauw. Betonwoningen, Heer Daniëlstraat, Rotterdam. 1921.
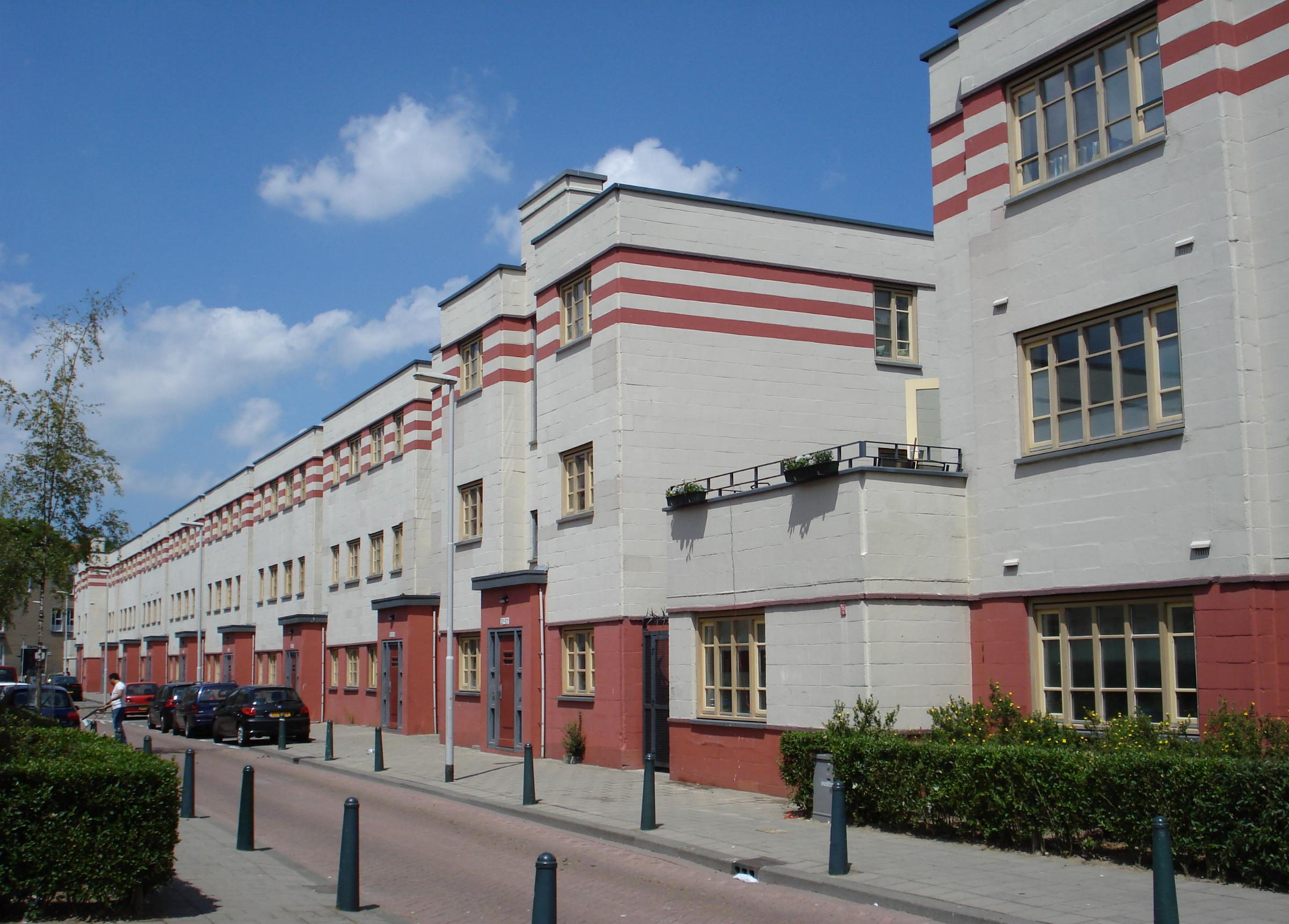
J.M. van Hardeveld. Woningen, Hendrick Croesinckstraat, Rotterdam. 1923.
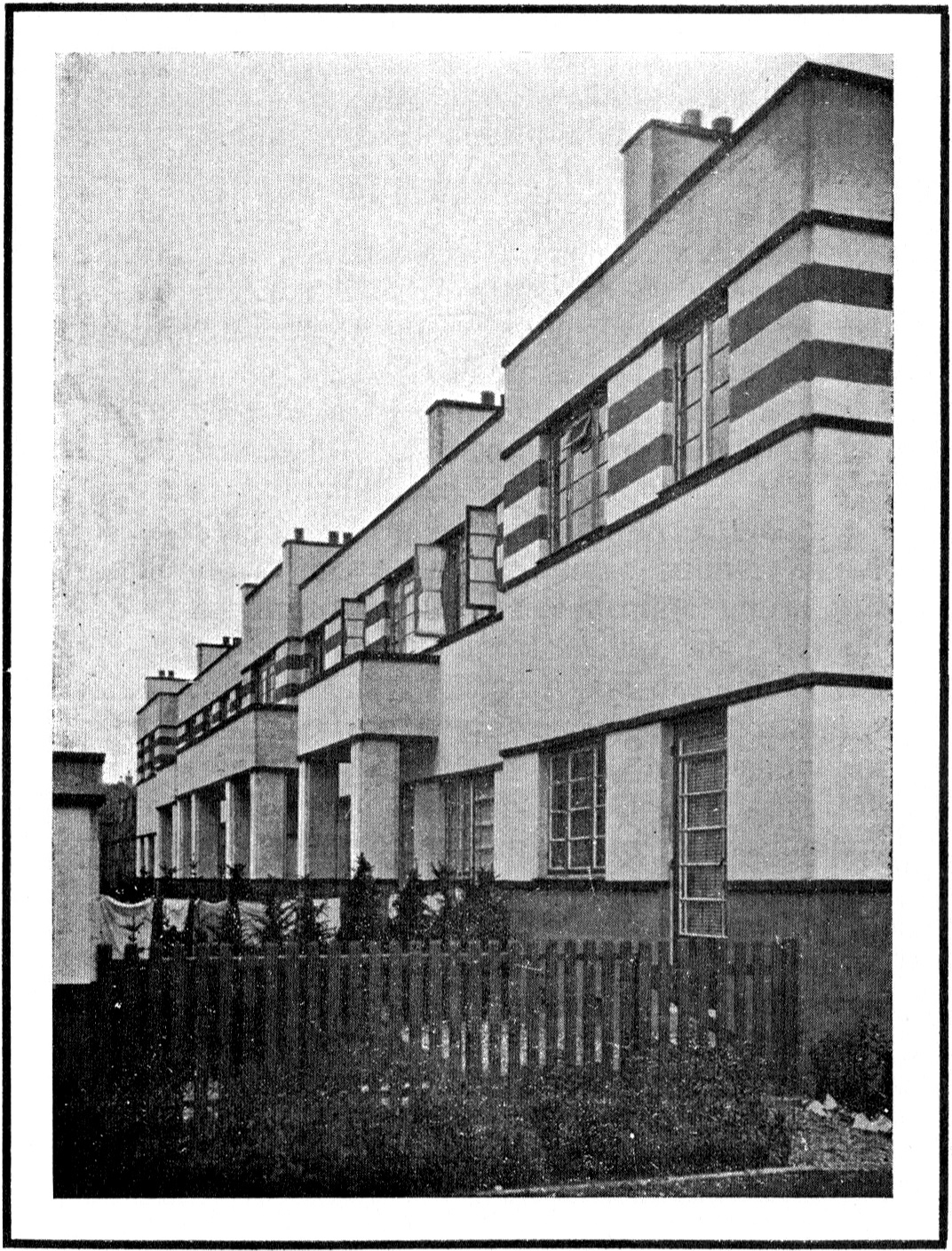
Betonwoningen te Rotterdam. Afkomstig uit De Stijl, 4e jaargang, nr. 12 (december 1921): p. 186.
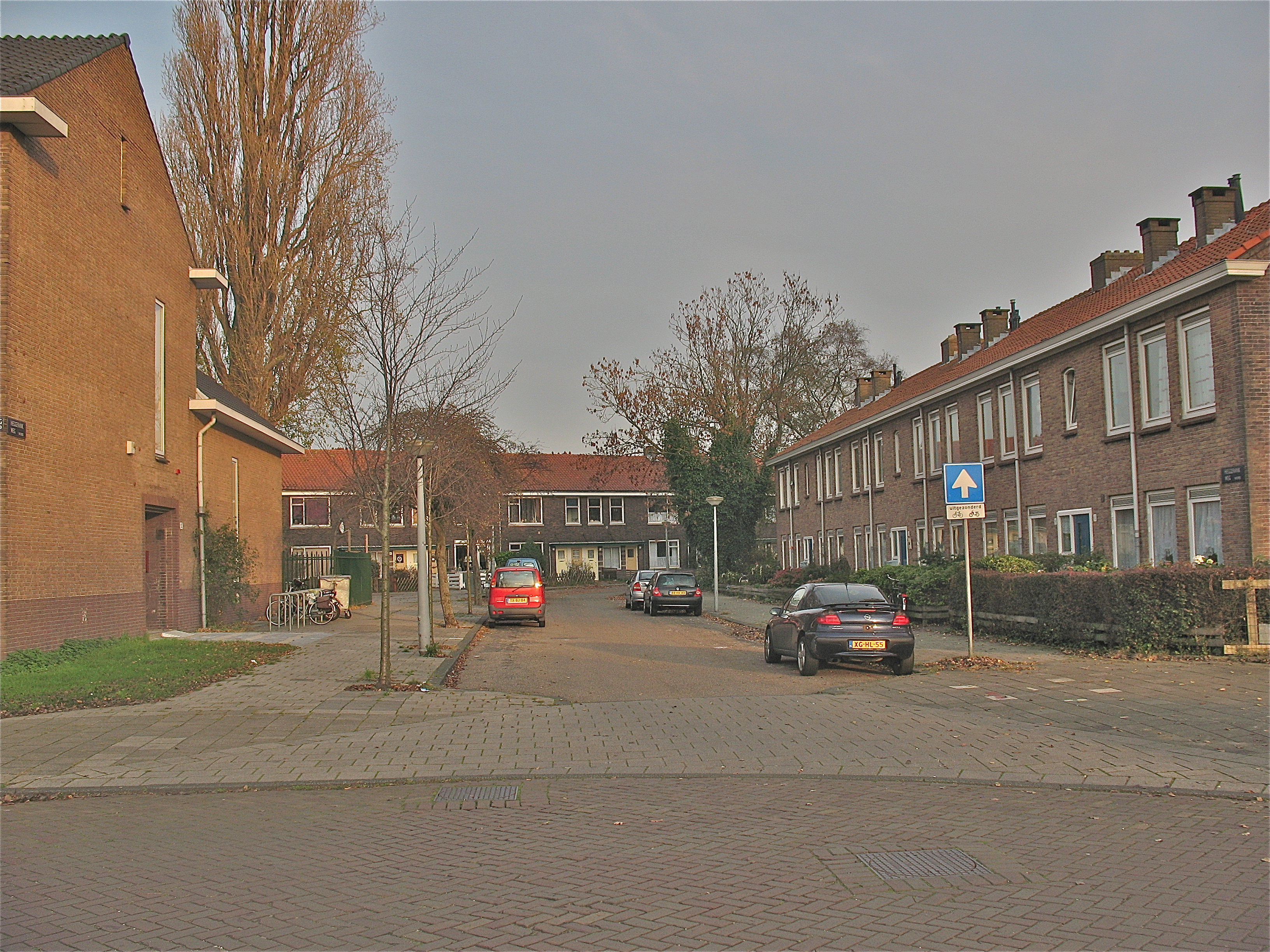
Heggerankweg in Tuindorp Buiksloterham (Amsterdam-Noord), blokje woningen rechts van J.M. van Hardeveld
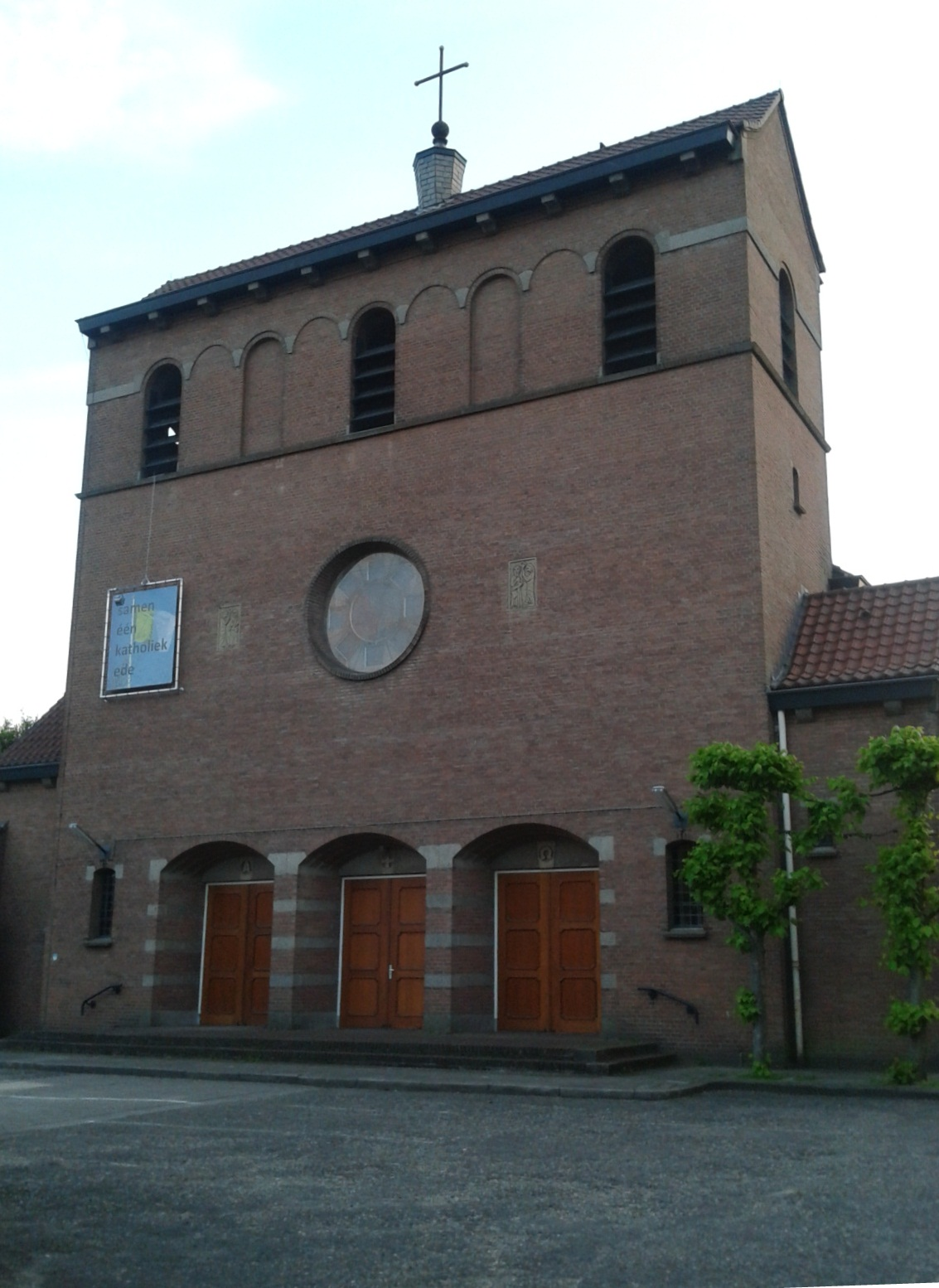
Sint-Antonius van Paduakerk in Ede